# Ernest Challe
Ernest Gillain Joseph Challe (Nismes, 6 augustus 1891 - Sint-Joost-ten-Node, 11 juli 1951) was een Belgisch volksvertegenwoordiger.

## Levensloop
Challe was industrieel.
In 1926 werd hij gemeenteraadslid en burgemeester van Rance en bleef dit tot aan zijn dood.
Hij was provincieraadslid voor Henegouwen van 1932 tot 1946.
In februari 1946 werd hij verkozen in het arrondissement Thuin tot PSC-volksvertegenwoordiger. Hij oefende dit mandaat uit tot aan zijn dood.